# Alteração seletiva
Alteração seletiva é a alteração microbiota normal decorrente da substituição de microrganismos sensíveis a um dado antibiótico por outros resistentes.